# Hebardacris
Hebardacris is een geslacht van rechtvleugeligen uit de familie veldsprinkhanen (Acrididae). De wetenschappelijke naam van dit geslacht is voor het eerst geldig gepubliceerd in 1952 door Rehn.

## Soorten
Het geslacht Hebardacris omvat de volgende soorten:
- Hebardacris albida Hebard, 1920
- Hebardacris excelsa Rehn, 1907
- Hebardacris mono Rehn, 1964